# Ochthocharis javanica
Ochthocharis javanica är en tvåhjärtbladig växtart som beskrevs av Carl Ludwig von Blume. Ochthocharis javanica ingår i släktet Ochthocharis och familjen Melastomataceae. Inga underarter finns listade i Catalogue of Life.